# سالفاتوري كوميسو
سالفاتوري كوميسو (بالإيطالية: Salvatore Commesso)‏ مواليد 28 مارس 1975 في توري دل غريكو، إيطاليا، هو دراج إيطالي. حقق المركز الأول في سباق طواف فرنسا 2000 المرحلة 18.

## سجل النتائج

### سباقات أو مراحل فاز بها
- طواف فرنسا

## روابط خارجية
- سالفاتوري كوميسو على موقع الاتحاد الدولي للدراجات (الإنجليزية)
- سالفاتوري كوميسو على موقع أرشيف الدراجات (الإنجليزية)
- سالفاتوري كوميسو على موقع إحصائيات الدراجات الإحترافية (الإنجليزية)
- سالفاتوري كوميسو على موقع نسبة الدراجات (الإنجليزية)
- سالفاتوري كوميسو على موقع CycleBase (الإنجليزية)